# Oskar Lindberg
Oskar Lindberg   (Gagnef parish, 23 de febrer de 1887 - Engelbrekt, 10 d'abril de 1955) fou un compositor, organista i pedagog musical suec.

## Biografia
Lindberg ja tocava l'orgue a l'església de la seva ciutat natal des dels catorze anys. Des del 1903 va estudiar al Conservatori d’Estocolm, on va aprovar els exàmens d’organista el 1906 i els exàmens de professor de música el 1908. També va estudiar composició amb Ernst Henrik Ellberg i Johan Andreas Hallén. El 1906 es va convertir en organista a l'Església de la Trinitat a Estocolm i, des de 1914 fins a la seva mort, va ocupar el càrrec d’organista a l'Església d'Engelbrekt.
Va ser professor d'harmonia al Reial Conservatori Superior de Música del 1919 al 1952. Lindberg va ser el primer director de l'Orquestra Acadèmica d'Estocolm després de la formació de l'orquestra el 1922. Va ser membre de la Reial Acadèmia de Música des del 1926.
En una aplec a la sala missionera de Gagnefs, va escoltar una cançó que li va causar una profunda impressió. Per a una emissió de ràdio el 1936, va escriure un arranjament per a orgue basat en aquesta melodia, que es va conèixer com a Gammal fäbodpsalm från Dalarna. Avui és la seva obra més coneguda i interpretada amb més freqüència.
Diverses investigacions han demostrat que la melodia es deia Psalm från Älvdalsåsen i la cantava un músic cec errant - "Blind-Olof", Grund Olof Ersson (1807-1881). Aquest havia après del gran violinista Bälter Erik Olsson (n. 1793), amb la filla del qual s'havia casat. Un altre violinista d'Älvdalsåsen, Kettis Lars Matsson (1857-1940),va aprendre la melodia d'Olof a través del pastor i cantor Alb. Lindberg (germà d'Oskar, que exercia a la zona com a cantor). Lindberg la va enregistrar. El compositor és, doncs, desconegut.
Les notes enregistrades també es van publicar al "Med Dalälven från källorna till havet" de Karl-Erik Forsslund ja el 1919. En conseqüència, molts tenien aquesta melodia a casa seva molt abans del 1936.
La música romàntica d'Oskar Lindbergh absorbeix les característiques de les obres de Rakhmàninov i Sibelius, el folklore suec, així com els elements de l'impressionisme.
Oskar Lindberg està enterrat al cementiri de Gagnef.

### Família
Oskar Lindberg era l’oncle del músic i compositor de jazz Nils Lindberg.

## Enregistraments
Un dels enregistraments més famosos de les obres de Lindbergh és la seva Simfonia en fa major, op. 16 (composta entre 1913 i 1916), una Rapsòdia basada en la música popular sueca i una petita peça "Tres impressions de viatge", interpretada per l'Orquestra Simfònica d'Örebro sota la direcció de Stig Westerberg.